# I. Bardülisz illír király
Bardülisz (ógörög Βάρδυλις, latin Bardylis, Bardulis; [[i. e. 448]] körül – i. e. 358 után) az ókori Illír Királyság első név szerint ismert uralkodója, aki i. e. 393 előtt megkezdett és i. e. 358-ig tartó hosszú uralkodása alatt egyesítette Dél-Illíria törzseit, és gyakori háborúskodással biztosította Épeirosz és Makedónia egy részének függőségét is. Azonos nevű unokájától, II. Bardülisztől való megkülönböztetésül a történettudományi munkákban neve I. Bardülisz vagy Idősebb Bardülisz alakban is előfordul.
A vitatott származású – az ismert elméletek szerint az enkhelék, a dardánok vagy a dasszaréták törzsébe tartozó – Bardülisz egyszerű szénégetőből lett előbb haramiavezér, majd nagy vagyont szerezve az illírek királya. Hatalmi központja a Lünkésztiszi-tavak környékén, a történeti Enkhelé és Dasszarétia vidékén alakult ki. Három évtizedet minden bizonnyal meghaladó uralkodása emelte ki az illíreket a hellenizálódás előtt álló Dél-Balkán népeinek tengeréből, és tette a makedónokkal és az epirótákkal egyenrangú katonai tényezővé. I. e. 393-ban leverte és Illíria kliensállamává tette III. Amüntasz Makedóniáját. A következő évtizedekben meg-megújuló hadjáratok során biztosította a makedón királyok alávetettségét: i. e. 383–382-ben ismét III. Amüntaszt, i. e. 369-ben II. Alexandroszt, i. e. 359-ben pedig III. Perdikkaszt győzte le. I. Dionüsziosz szürakuszai türannosz szövetségeseként i. e. 385-ben megsemmisítő vereséget mért Épeiroszra, az ezt követően a trónra került I. Alketasz épeiroszi királyt pedig szintén kliensévé tette. Alketasz utódai ellen i. e. 365-ben győztes, i. e. 360-ban pedig vesztes háborút indított. Utóbbi előrejelezte bukását: az epiróták szövetségese, a frissen trónra került II. Philipposz makedón király i. e. 358-ban az Erigón-völgyi csatában megsemmisítő vereséget mért Bardüliszre, az illír sereg derékhada elesett a csatamezőn. Ezzel Bardülisz, és fia, Kleitosz makedón alávetettségben uralkodtak tovább, feltehetően Dasszarétián.

## Származása

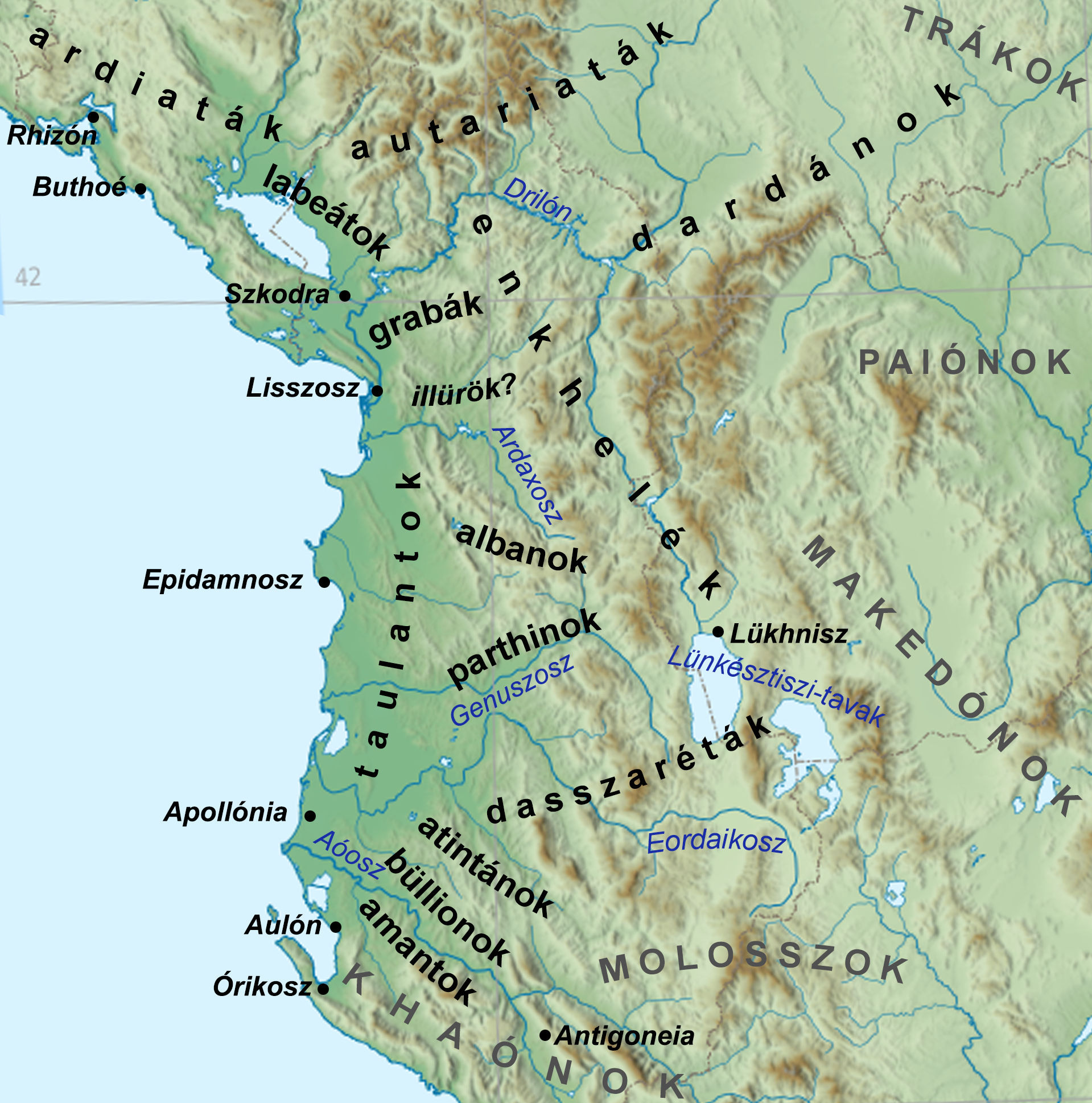
A jelentősebb délillír törzsek hozzávetőleges szállásterülete és szomszédaik az században

Az ókori Illír Királyság az i. e. 5. század második felében lett számottevő geopolitikai tényező, a meglétére utaló első feljegyzések az i. e. 430-as évekre keltezhetőek. E félbarbár jellegű államalakulat berendezkedése polidinasztikus és föderatív jellegű volt, vagyis adott időpontban az egymás mellett párhuzamosan létező regionális királyságok közül a katonai és gazdasági erejében a többin felülkerekedő törzs soraiból került ki az illír király. Az antik szerzők az első név szerint említett uralkodót, Bardüliszt kizárólag „illír király”-ként vagy az „illírek királya”-ként címezték (baszileusz Illürión / βασιλεὺς Ίλλυριῶν; baszileusz tón Illürión / βασιλεὺς τῶν Ἰλλυριῶν), az uralkodó törzsi hovatartozása éppen ezért az illír történelem egyik legvitatottabb témája. A Bardülisz uralkodásáról és háborúskodásairól ismert tények alapján tudott, hogy hatalmi centruma a korabeli Épeirosz és Makedónia közé ékelődő Lünkésztiszi-tavak (a mai Ohridi- és Preszpa-tavak) tágabb környezetében volt, ami történelmileg Dasszarétia és Enkhelé régióival azonosítható. Gustav Zippel német történész 1877-ben ebből kiindulva vetette fel annak a lehetőségét, hogy Bardülisz az enkhele illírek törzséből származott. Ezt a hipotézist erősíti egyfelől az illírek mitologikus eredetéről szóló görög eredetmonda, amely szerint az illírek ősatyja, Illüriosz szintén az enkhelék királya volt, másfelől az egyes feltevések szerint az enkhelékhez köthető i. e. 7–6. századi trebeništai, illetve az i. e. 4–3. századi dasszarétiai Selca e Poshtme-i királysírok. N. G. L. Hammond brit ókortörténész egy 1966-os tanulmányában vetette fel annak lehetőségét, hogy Bardülisz valójában a Dardán Királyság uralkodója lehetett. Okfejtésében a következő történelmi körülményekre hívta fel a figyelmet:
1. Sztrabón az autariatákat, az ardiatákat és a dardánokat nevezte meg az illírek három legnagyobb törzseként;
2. Bardülisz i. e. 358-ban átengedte Makedóniának a lünkésztiszi (az egykori enkheléi) területeket, tehát hátországának másutt kellett lennie;
3. Dasszarétia gazdaságilag elmaradott lévén alkalmatlan lehetett bármilyen hatalmi centrum kiépítésére;
4. az adriai partvidék illírek lakta területei túl nagy távolságban voltak;
5. a valamelyest északabbra elterülő Dardánia déli része ellenben ideális helyszínül adódik Bardülisz uralmi központjának.[8]

Okfejtésének egyes pontjaival kollégái ugyan vitába szálltak (1.: a taulantokat sem említette Sztrabón, mégis adtak illír uralkodót; 3.: a Selca e Poshtme-i királysírok éppenséggel nem indokolják a stratégiai szempontból egyébként is kedvező elhelyezkedésű Dasszarétia mint lehetséges hatalmi központ mellőzését; 4.: miután Bardülisz lerohanta Epiruszt, a partvidéki illír területek karnyújtásnyira kerültek; stb.), de a történeti szakmunkákban azóta is rendre megemlítik Bardülisz lehetséges dardán származását. Dardán királyi mivolta ellen szól az is, hogy az ókori szerzők a másfél évszázaddal később hatalmon lévő Longaroszt említik az első névről ismert dardán uralkodóként. Az albán történettudomány, ha említi is az uralkodó hovatartozását, Zippel nyomán továbbra is jellemzően az enkhelék királyaként utal rá. Az aromán származású jugoszláv illirológus, Fanula Papazoglu 1965-ben felvetette annak lehetőségét, hogy Bardülisz Szirrhasz lünkésztiszi dinaszta fia és utódja volt. Miltiádész Hadzópulosz görög történész 1984-ben Hammonddal vitába szállva annak a véleményének adott hangot, hogy Bardülisz a dasszaréták királya volt, amit az illír királyság francia monográfusa, Pierre Cabanes is magáévá tett.

## Életútja és uralkodása
Az ókori beszámolók alapján az uralmának végét jelentő i. e. 358. évi vesztes Erigón-völgyi csata idején Bardülisz kilencvenéves volt. Ennek alapján i. e. 448 körülre teszik születési évét. A Curtius Rufus által megőrzött történeti hagyomány szerint társadalmi szempontból nagyon mélyről indult: eredeti mesterségét tekintve bányász és szénégető volt. Tevékenységével felhagyva idővel haramiavezérnek állt, és ennek során mesés vagyont harácsolt össze. A zsákmányt nagylelkűen osztotta meg egyre gyarapodó számú zsiványaival, és végül az így összegyűlt vagyonnak és nagyszámú hívének köszönhetően erőszakkal ragadta magához a hatalmat és építette ki uralmát.
Uralkodásának pontos kezdődátuma nem ismert, általában az i. e. 4. század elejére teszik. Az i. e. 393. évi, makedónok elleni győztes csatában már ő állt az illír sereg élén, azaz bizonyosan csak annyi tudható, hogy az ezt megelőző évek valamelyikében, vagy – figyelembe véve, hogy a századfordulón már ötvenes évei elején járt – az i. e. 5. század végén lett illír uralkodó.

### Uralmának gazdasági és katonai alapjai

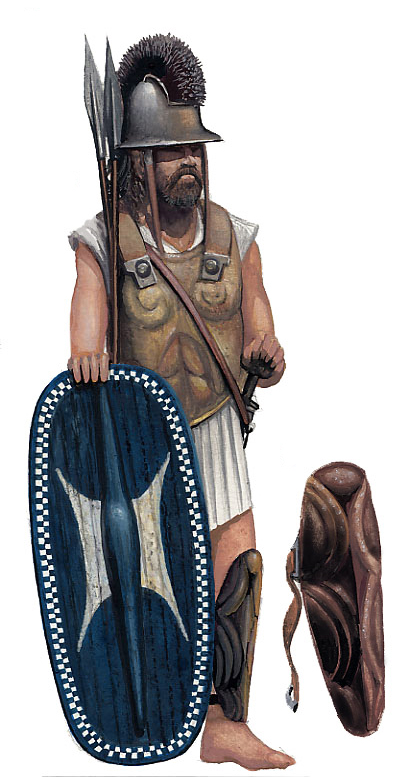
Illír előkelő harci felszerelésben

A régészeti ásatások eredményei és az ókori forrásművek értékelése alapján Illíria déli részén fontos gazdasági változások zajlottak le az i. e. 5–4. század fordulóján. Az addig alapvetően pásztorkodó állattartással foglalkozó, elsősorban a hegyvidéki területeket benépesítő illírek egyre intenzívebb növénytermesztésre tértek át. Nagy tömegben jelentek meg alacsonyabban fekvő falvaik, a korábban jelentéktelenebb – bár kezdetlegesen erődített – településeik pedig a régészeti leletek tükrében piacközpontokká és kultikus helyekké fejlődtek. A mezőgazdasági termelés kiteljesedése magával vonta a lakosság megnövekedését, ami egyúttal a harcba vethető férfiak számának megsokszorozódását is jelentette. A part menti görög poliszokkal, Epidamnosszal és Apollóniával már meglévő gazdasági kapcsolatok mellett a régészeti hagyatékban egyre számottevőbbé vált a dél-itáliai és szürakuszai agyagedények aránya, amelyekhez a feltételezések szerint mezőgazdasági terményeiért cserébe jutott hozzá az illír hátország népe. N. G. L. Hammond a dardán területek régészeti ásatásairól előkerült ezüst tridrachmát is Bardülisznek tulajdonítja.
Illíria gazdasági megerősödése szerepet játszott Bardülisz katonai sikereiben is. A demográfiai változások mellett azonban a korabeli forrásművek alapján az is megállapítható, hogy az illírek az i. e. 380-as évekre magukévá tették a hoplita harcmodort és ha szórványosan is, de alkalmazták a phalanxot. Bardülisz ezeknek a tényezőknek köszönhetően tudta uralma alatt egyesíteni a délillír törzsek nagy részét, és fennhatóságát kiterjeszteni Makedónia nyugati, illetve Epirusz északi részére.

### Háborúskodás Makedóniával
Diodórosz Szikulosz – vélhetően Ephorosz nyomán közölt – feljegyzéseiből tudjuk, hogy Bardülisz i. e. 393-ban tűnt fel a történelem színpadán. Ebben az évben az illírek a frissen a trónra került III. Amüntasz makedón király ellen vonultak. Bár a makedónok segítségért fordultak Olünthosz városállamához, végül mégis alulmaradtak Bardülisszel szemben. Theopomposz históriája szerint ezt követően az illírek a vélhetően lünkésztiszi származású II. Argaioszt tették meg makedón királynak, és III. Amüntasz csak két évvel később, thesszáliai segítséggel szerezte vissza a trónját. III. Amüntasz Felső-Makedóniája azonban a jelek szerint az Illír Királyság kliensállama lett, és hadisarcot fizetett Bardülisznek. III. Amüntasz talán az illírek felé tett gesztusként i. e. 390 körül feleségül vette a hol lünkésztiszi, netán oresztiszi (mindkét esetben makedón), hol illír dinasztaként említett Szirrhasz leányát, Eurüdikét, és így Papazoglu már említett elmélete szerint – tudniillik, hogy az illír király a Lünkésztiszben uralkodó Szirrhasz fia volt – Bardülisz sógorává lett. III. Amüntasz mindettől függetlenül minden bizonnyal igyekezett lerázni magáról az illír igát. Erre utalhat, hogy pontosan tíz esztendővel később, i. e. 383/382 fordulóján Bardülisz illírjei ismét lerohanták Makedóniát, és helyreállították a status quót, Makedónia alávetettségét. (A történetírásban sokáig Diodórosz tévesztésének, a tíz évvel korábbi hadjárat akaratlan duplázásának tekintették a 383/382-es eseményeket, de ennek lehetőségét napjainkra elvetették.)
A következő bő évtizedre ismét nyugalom állt be az illír–makedón kapcsolatokban, de a III. Amüntasz i. e. 370-ben bekövetkezett halálát követően trónra lépő II. Alexandrosz i. e. 369-ben ismét megkísérelt megszabadulni az illír fennhatóságtól. Az illírekkel szembeni összecsapásban azonban ő is alulmaradt, és a büntetésként kirótt hadisarc felett öccsét, a leendő II. Philipposzt is túszként magukkal vitték az illír udvarba (később azonban a thébaiak gondoskodására bízták a királyi sarjat).

### Háborúskodás Épeirosszal

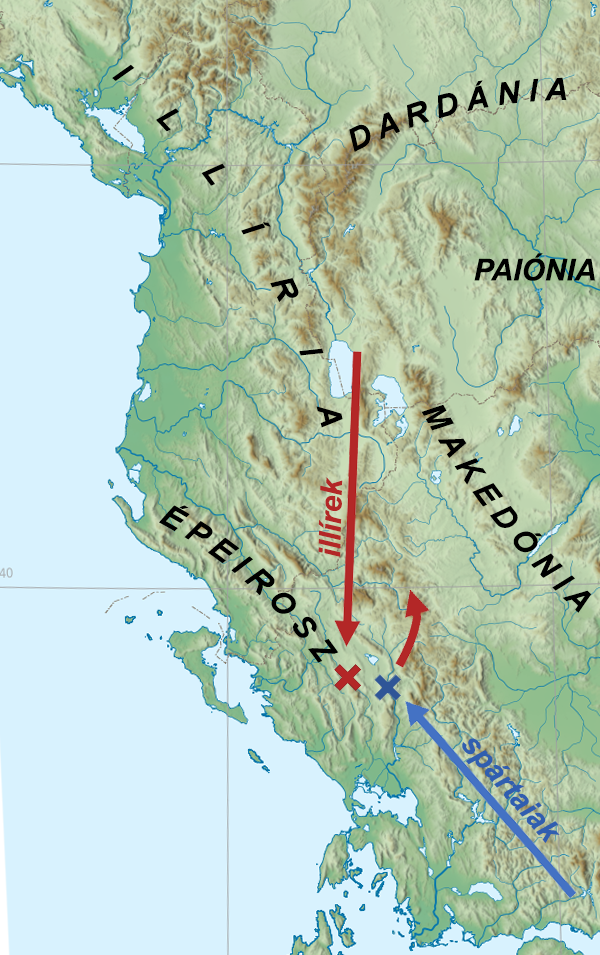
Épeirosz évi illír lerohanása

Szintén Diodórosztól tudjuk, hogy az i. e. 4. század elején, a peloponnészoszi háborút követően a görög óhazában bekövetkezett politikai és gazdasági válság miatt Szürakuszai türannoszának, I. Dionüsziosznak a kereskedelmi bevételek visszaesésével kellett szembenéznie. Ezért új piacokat keresett a szürakuszai termékeknek, és egyebek mellett az Adriai-tenger gyarmatosítását tűzte ki célul. Az Adria szabad hajózhatóságának kulcsa elsősorban a Hüdroszi-szoros és az epiruszi partvidék biztosítása volt. Ezért az udvarában száműzetésben élő I. Alketasz épeiroszi király közbenjárásával szövetséget kötött az illírekkel. Hogy segítségére legyenek I. Alketasz hatalmának restaurációjában, kétezer harcost és ötszáz rend teljes vértezetet bocsátott Bardülisz rendelkezésére. Mindennek egyik régészeti tanúbizonysága az apollóniai nekropoliszban, egy illír harcos sírjából előkerült, Gorgó-fejjel díszített dél-itáliai fejvért. Bardülisz illírjei végül i. e. 385-ben nagy sereggel megtámadták Épeiroszt, feldúlták a vidéket, majd megsemmisítő vereséget mértek az ellenük vonuló epirótákra. A csatamezőn mintegy 15 ezer, főként molossz katona vesztette életét. Spárta nagy haderővel az epiróták megsegítésére sietett, és véget vetett az illírek ellenségeskedéseinek. Alketasz ismét elfoglalhatta trónját, ezzel megnyílt az Adria-vidék gyarmatosításának lehetősége Szürakuszai előtt, és I. Dionüsziosz még ugyanabban az évben megalapította Issza városát.
I. Alketasz i. e. 370-ben meghalt, s két fia, I. Neoptolemosz és Arümbasz társuralkodókként irányították tovább Épeiroszt. Ez egyszersmind változásokat hozhatott az Illíriával szembeni politikába is, és i. e. 365-ben Bardülisz serege mélyen behatolt az epiróták területére, hogy dominanciáját biztosítsa a függetlenedni vágyó épeiroszi királyok felett. I. Neoptolemosz és Arümbasz erős szövetséges után néztek, és az illírek fő ellenségében, III. Perdikkasz makedón királyban találták meg a lehetséges pártfogót. A szövetség azonban ekkor még nem tudta kifejteni hatását, III. Perdikkasz maga is hadisarcot fizetve az illírek függőségében állt. Hogy elejét vegye az ellene való szövetkezés kibontakozásának, i. e. 360/359 fordulóján Bardülisz ismét lerohanta Epiruszt. Diódorosz és Frontinus krónikái szerint a támadás hírére Arümbasz Aitóliába menekítette a civil lakosság nagy részét, és hagyta, hogy az illírek szabadon végigdúlják elhagyott városaikat. Mindez azonban csupán csel volt. Amikor az illír csapatok hadizsákmánnyal megrakottan indultak vissza Illíriába, az epiróta hadsereg rájuk támadt, szétszórta menetoszlopaikat és kiverte őket az országból. Bardülisz jobbnak látta a szövetség másik tagja ellen fordítani fegyvereit: i. e. 359-ben a makedón III. Perdikkasz ellen vonult, és ezúttal fényes győzelmet aratott, négyezer makedón harcos és maga a makedón király is elesett a harcmezőn.

### Az Erigón-völgyi csata

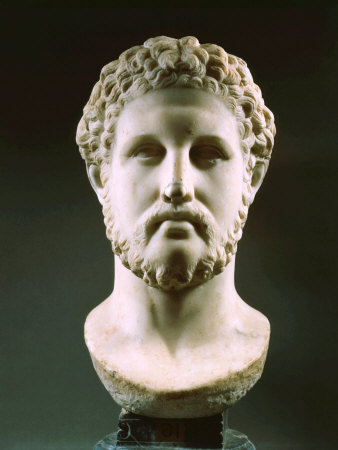
II. Philipposz büsztje(i. sz. 1. század, Museo Chiaramonti)

III. Perdikkasz halála után – rövid átmeneti időt követően – II. Philipposz, a tíz évvel korábban az illírek túszává lett fiatal trónörökös lett Makedónia új uralkodója. Apja és bátyjai fiaskóit megbosszulva és feledtetve i. e. 359-ben először leigázta a politikai válsággal küzdő Paión Királyságot, majd figyelmét az illírek elleni hadjáratra összpontosította. Hadseregének fő ütőereje az elit lovasság volt, de II. Philipposz nagy gondot fordított a gyalogosok fegyverzetének korszerűsítésére, illetve sajátos phalanxformációjuk kidolgozására, sőt, i. e. 359/358 telén hadgyakorlatokat is tartott. Később szokásává vált módon ekkor is dinasztikus kapcsolatokkal igyekezett ellenfele gyanakvását elaltatni: uralkodása elején nőül vette Audaté illír hercegnőt, aki egyes feltételezések szerint Bardülisz leánya vagy – az illír király élemedett korát figyelembe véve, inkább – unokahúga volt. A következő évben, i. e. 358-ban a makedón uralkodó 10 ezer gyalogos és 600 lovas élén behatolt Illíria területére. Bardülisz először követeket menesztett a makedón király elé, hogy békés módon rendezzék nézeteltéréseiket. Ajánlata úgy szólt, hogy egymás szövetségeseivé válva mindenki megtarthassa az elmúlt háborúkban megszerzett területeket. Philipposz azonban nem fogadta el a feltételeket, ragaszkodott hozzá, hogy az illírek kivonuljanak a korábbi évtizedekben elfoglalt makedóniai városokból. A nemleges választ hírül véve Bardülisz felkészült az összecsapásra. Hadereje csaknem megegyezett a makedónokéval: 10 ezer, jobbára hoplita gyalogosból és 500 lovasból álló serege élén Philipposz ellen vonult.
Az összecsapásra a Lünkésztiszi-tavaktól keletre, Lünkésztiszben, az Erigón folyó völgyében, a mai Bitola környékén került sor. A makedónok legjobbjait magában foglaló jobbszárny lovassága az illír arcvonalat kikerülve oldalba támadta az illír sereget, II. Philipposz pedig emberei élén szemből támadva tartotta nyomás alatt az ellenséget. A phalanxszerű négyszög alakzatba rendeződött illír alakulatok keményen állták a rohamot, és eleinte meglehetősen kiegyenlített küzdelem folyt. Egyik sereg veszteségei sem haladták meg a másikéit, a hadi állás pedig a nap folyamán változatosan alakult. Végül a makedón lovasok megsokszorozták támadásuk erejét és sikeresen áttörték magukat az illíreken, ezzel alakulataikat szétszórták és meghátrálásra késztették őket. A makedón sereg is érzékeny veszteségeket szenvedett el, ezért nem vetették magukat a menekülő illírek nyomába. A harcmezőn így is hétezer illír, Bardülisz seregének csaknem háromnegyede maradt holtan. Maga Bardülisz, noha kilencvenéves volt a csata időpontjában, lóháton harcolva állt helyt a makedónok elleni harcban.
A csatát követően II. Philipposz és Bardülisz békét kötöttek, amelynek értelmében az illírek kivonultak a korábban elfoglalt nyugat-makedóniai területekről, Lünkésztisz vidékéről. Ezzel beérett a korábbi epiróta–makedón szövetség is, II. Philipposz i. e. 357-ben feleségül vette I. Neoptolemosz leányát, Olümpiaszt, aki ezzel negyedik asszonya és a majdani világhódító, III. Alexandrosz (ismertebb nevén Nagy Sándor) anyja lett. Makedónia még ugyanabban az évben, i. e. 357-ben protektorátust vállalt Epirusz felett, végül pedig i. e. 343/342 környékén birodalmához csatolta az egykori molossz területeket is.

### Halála és utódlása
Noha a korabeli forrásokban nem utalnak arra, hogy Bardülisz is meghalt volna az uralmára nézve végzetes csatában, egyes történeti munkák mégis az Erigón völgyében elesettek között tartják számon. A források szerint azonban békét kötött II. Philipposszal, tehát túl kellett élnie a csatát, a történeti munkák azonban röviddel az ütközet utánra teszik halálának idejét. A békekötés után mindenesetre uralmának vége szakadt, királysága Makedónia kliensállama lett, és az is maradt a következő negyedszázadban, utódja, Kleitosz uralkodása alatt is. Kleitoszt egyöntetűen Bardülisz (kései születésű) fiaként tartja számon a történettudomány. Emellett időről időre felmerül, hogy Bardülisz lehetett az apja Grabosznak, Pleuratosznak, sőt, Glaukiasznak is, de e hipotézisek erősen kétségesek, különösen a kilencvenéves Bardülisz feltételezett halála után huszonhárom évvel a taulantok királyává lett Glaukiasz esetében.
A legelfogadottabb feltételezések szerint úgy fest, hogy Bardülisz i. e. 358 körül bekövetkezett halála után hatalmi vákuum keletkezett, amelyben i. e. 356-ban rövid időre egy másik törzs uralkodója, Grabosz vette át az Illír Királyság irányítását. Miután ő is vereséget szenvedett a makedónoktól, az adriai partvidék taulant törzse kerekedett felül a hatalomért folyó harcban, és Pleuratosz, valamint Glaukiasz uralkodásával a taulantok voltak hatalmon az i. e. 4. század végéig. Ezzel párhuzamosan, ahogy említettük, Kleitosz a Makedón Királyság klienseként uralkodott, valószínűleg Dasszarétiában, majd a makedón iga elleni i. e. 335-ös lázadását, a pélioni csata elvesztését követően részleges hatalma is megszűnt. Bardülisz házának azonban Kleitosz leverésével még nem szakadt magva. Bardülisz unokáját, Kleitosz fiát, II. Bardüliszt az ókori forrásmunkák az illír királyok között említik, de uralkodásának körülményei, sőt, időpontjai is meglehetősen tisztázatlanok. Nagy vonalakban a kb. i. e. 325 és 290 közötti évtizedekre teszik uralmát, és feltételezik, hogy Dasszarétiában ugyan, de helyreállította nagyapja enkhele királyságát. A kb. i. e. 290 és 260 között uralkodó Monuniosz és utódja, Mütilosz egyes elméletek szerint II. Bardülisz leszármazottai lehettek, amit valószínűsíthet az a körülmény, hogy Monuniosz feltételezett nyughelye az egykori dasszarétiai Selca e Poshtme-i királysírok egyike.

## Emlékezete
Bardülisz rendhagyó életútjáról, a királlyá lett haramiavezérről Cicero – a történetíró Theopomposzra hivatkozva – ezekkel a szavakkal emlékezett meg: „Bardulis Illyrius latro … magnas opes habuit”, azaz „Bardülisz, az illír haramia […] hatalmas vagyon ura lett” (Cicero: De Officiis, 2.11.40). Shakespeare VI. Henrik című darabjának egyik szereplője szájába adja a következő szavakat, amelyekben Cicero Bardülisze – fordításról fordításra torzuló névalakkal – már mint hírhedt kalózvezér jelenik meg:
Being captain of a pinnace, threatens more
Than Bargulus, the strong Illyrian pirate.
Naszádja lévén, jobban fenyeget,
Mint Bergalus, a nagy illír kalóz.
Bardülisz nevének egyik népetimológiás értelmezése a mai albán nyelv bardhë (’fehér’) és yll (’csillag’) szavai alapján ’fehér csillag’, de a ’fehéres; ősz hajú’ jelentésű bardhul szóval is összefüggésbe hozták. 1990-ben az Albán Posta egy emlékbélyeg-sorozatot adott ki az illír történelem nagy alakjairól, amelynek legmagasabb címletű, 1,80 lekes darabján Bardülisz alakja látható. Az albán főváros, Tirana, a koszovói Pristina és Prizren egy-egy utcája az illír uralkodó nevét viseli (Rruga Bardhyl, illetve Rruga Mbreti Bardhyl, azaz ’Bardülisz király utca’). A tudományosan nem tisztázott, de Albániában meglehetősen közkeletű illír–albán kontinuitáselmélet okán a Bardhyl a kedvelt és gyakori férfinevek egyike. Nevezetesebb viselői között említhető Bardhyl Pogoni irodalomtörténész és Bardhyl Demiraj nyelvész.